# Grão-vizir
Grão-vizir (em persa: وزيرِ اعظم; romaniz.: vazîr-i aʾzam; em turco otomano: صدر اعظم; em turco:  sadrazam) foi o título do chefe de governo efetivo de muitos estados soberanos no mundo islâmico. Foi mantido pela primeira vez por funcionários do posterior Califado Abássida. Foi então realizada no Império Otomano, no Império Mogol, no Califado de Socoto e no Império Safávida. No Império Otomano, o grão-vizir detinha o selo imperial e podia convocar todos os outros vizires para cuidar dos assuntos do Estado; os vizires em conferência foram chamados de "vizires Kubbealtı" em referência ao seu local de encontro, o Kubbealtı ('sob a cúpula') no Palácio de Topkapı. Seus escritórios localizavam-se na Sublime Porta. Hoje, o primeiro-ministro do Paquistão é referido em urdu como Wazir-e-azam, que se traduz literalmente como grão-vizir. 
Inicialmente, os grão-vizires eram exclusivamente de origem turca no Império Otomano. No entanto, depois de surgirem problemas entre o grão-vizir turco Çandarlı Halil Paxá, o Jovem, e o sultão Maomé II (que o executou), houve um aumento de administradores de escravos (devshirme). Estes eram muito mais fáceis de controlar pelos sultões, em comparação com os administradores livres de origem aristocrática turca. 

## Grão-vizires fictícios notáveis
- Ahoshta Tarkaan (The Horse and His Boy)
- Iznogoud
- Zig Zag (The Thief and the Cobbler)
- Jafar (Aladdin)
- Mas Amedda (Star Wars)
- Zurvan (Prince of Persia: The Sands of Time / The Two Thrones)